# Dodoma
Dodoma (có nghĩa: "Nó đã chìm" trong tiếng Gogo), tên chính thức là quận đô thị Dodoma, dân số theo điều tra năm 2002 là 324.347 người, là thủ đô của Tanzania, là thành phố lớn thứ ba quốc gia này, cũng là thủ phủ của vùng Dodoma. In 1973, người ta đã dời đô đến Dodoma. Quốc hội Tanzania đã được dời đến đây tháng 2 năm 1996, nhưng nhiều cơ quan chính quyền vẫn ở thủ đô cũ Dar es Salaam. Dodoma là nơi sinh sống chủ yếu của 3 bộ lạc, trong đó bộ lạc chiếm đa số là Gogo hay Wagogo; Warangi; và cộng đồng thiểu số người Sandawe.
Thành phố này có tọa độ 6°10′23″S 35°44′31″ECoordinates: 6°10′23″S 35°44′31″E, ở trung tâm của quốc gia này, cách Dar es Salaam 486 km về phía tây, cách Arusha 441 km về phía nam. Thành phố này có 2669  km², trong đó có 625  km² đã được đô thị hóa
Nam giới là 157.469 người (48,5%) và nữ giới là 166.878 người (51,5%), tổng cộng có 74.914 hộ, bình quân mỗi hộ 4,3 người. 19,2% dân số là Công giáo Rôma.

## Khí hậu
Dodoma có khí hậu bán khô hạn nóng (phân loại khí hậu Köppen BSh).
| Dữ liệu khí hậu của Dodoma          | Dữ liệu khí hậu của Dodoma | Dữ liệu khí hậu của Dodoma | Dữ liệu khí hậu của Dodoma | Dữ liệu khí hậu của Dodoma | Dữ liệu khí hậu của Dodoma | Dữ liệu khí hậu của Dodoma | Dữ liệu khí hậu của Dodoma | Dữ liệu khí hậu của Dodoma | Dữ liệu khí hậu của Dodoma | Dữ liệu khí hậu của Dodoma | Dữ liệu khí hậu của Dodoma | Dữ liệu khí hậu của Dodoma | Dữ liệu khí hậu của Dodoma |
| Tháng                               | 1                          | 2                          | 3                          | 4                          | 5                          | 6                          | 7                          | 8                          | 9                          | 10                         | 11                         | 12                         | Năm                        |
| ----------------------------------- | -------------------------- | -------------------------- | -------------------------- | -------------------------- | -------------------------- | -------------------------- | -------------------------- | -------------------------- | -------------------------- | -------------------------- | -------------------------- | -------------------------- | -------------------------- |
| Cao kỉ lục °C (°F)                  | 35.3 (95.5)                | 36.0 (96.8)                | 33.5 (92.3)                | 32.7 (90.9)                | 32.9 (91.2)                | 31.7 (89.1)                | 31.1 (88.0)                | 34.1 (93.4)                | 33.8 (92.8)                | 36.1 (97.0)                | 36.0 (96.8)                | 36.4 (97.5)                | 36.4 (97.5)                |
| Trung bình ngày tối đa °C (°F)      | 29.4 (84.9)                | 29.4 (84.9)                | 29.0 (84.2)                | 28.7 (83.7)                | 28.0 (82.4)                | 27.1 (80.8)                | 26.5 (79.7)                | 27.3 (81.1)                | 29.0 (84.2)                | 30.5 (86.9)                | 30.1 (86.2)                | 30.4 (86.7)                | 28.8 (83.8)                |
| Tối thiểu trung bình ngày °C (°F)   | 18.6 (65.5)                | 18.6 (65.5)                | 18.3 (64.9)                | 17.9 (64.2)                | 16.5 (61.7)                | 14.4 (57.9)                | 13.6 (56.5)                | 14.2 (57.6)                | 15.3 (59.5)                | 16.9 (62.4)                | 18.3 (64.9)                | 18.8 (65.8)                | 16.5 (61.7)                |
| Thấp kỉ lục °C (°F)                 | 15.7 (60.3)                | 16.2 (61.2)                | 14.9 (58.8)                | 14.9 (58.8)                | 10.3 (50.5)                | 8.9 (48.0)                 | 7.6 (45.7)                 | 9.3 (48.7)                 | 11.1 (52.0)                | 13.0 (55.4)                | 14.4 (57.9)                | 14.4 (57.9)                | 7.6 (45.7)                 |
| Lượng mưa trung bình mm (inches)    | 133.7 (5.26)               | 144.5 (5.69)               | 113.9 (4.48)               | 57.8 (2.28)                | 5.3 (0.21)                 | 0.1 (0.00)                 | 0.03 (0.00)                | 0.01 (0.00)                | 0.01 (0.00)                | 2.08 (0.08)                | 26.25 (1.03)               | 123.28 (4.85)              | 606.96 (23.90)             |
| Số ngày mưa trung bình (≥ 1.0 mm)   | 10                         | 9                          | 7                          | 5                          | 1                          | 0                          | 0                          | 0                          | 0                          | 0                          | 2                          | 7                          | 41                         |
| Độ ẩm tương đối trung bình (%)      | 66                         | 68                         | 70                         | 68                         | 63                         | 60                         | 59                         | 58                         | 55                         | 53                         | 55                         | 63                         | 62                         |
| Nguồn 1: Tổ chức Khí tượng Thế giới |                            |                            |                            |                            |                            |                            |                            |                            |                            |                            |                            |                            |                            |
| Nguồn 2: Deutscher Wetterdienst     |                            |                            |                            |                            |                            |                            |                            |                            |                            |                            |                            |                            |                            |

## Thành phố kết nghĩa
Dodoma kết nghĩa với:
- Jaipur, Ấn Độ
- Bangui, Cộng hòa Trung Phi
- Watsa, Cộng hòa Dân chủ Congo
- Linz, Áo[4]